# Petru Juravlea
Petru Juravlea (n. 1 iulie 1946- 18 octombrie 2022) a fost un senator român în legislatura 1996-2000 ales în județul Suceava pe listele PNȚCD. În octombrie 2000, Petru Juravlea a devenit senator independent. În cadrul activității sale parlamentare, Petru Juravlea a fost membru în grupurile parlamentare de prietenie cu Ucraina, Republica Elenă, Republica Azerbaidjan, Republica Coreea și Republica Turcia. Petru Juravlea a fost membru în comisia pentru privatizare și administrarea activelor statului, în comisia pentru agricultură, silvicultură și dezvoltare rurală (din sep. 1999) și în comisia economică, industrii și servicii (până în feb. 1998).  